# Nikki Kimball
Pour les articles homonymes, voir Kimball.
Nikki Kimball est une athlète américaine née le 23 mai 1971 à Chittenden, dans le Vermont. Lancée dans l'ultrafond et le trail en 1999, elle a remporté la Western States Endurance Run en 2004, 2006 et 2007, la Way Too Cool 50K Endurance Run et la Leadville Trail 100 en 2005, la Miwok 100K Trail Race en 2006, l'Ultra-Trail du Mont-Blanc en 2007, la Bear 100 Mile Endurance Run en 2011 et le Marathon des Sables en 2014. Cette physiothérapeute de profession vit depuis 2004 à Bozeman, dans le Montana.

## Résultats
- 2004
  - 1re de la Western States Endurance Run.

- 2005
  - 1re de la Way Too Cool 50K Endurance Run.
  - 1re de la Leadville Trail 100.

- 2006
  - 1re de la Miwok 100K Trail Race.
  - 1re de la Western States Endurance Run.

- 2007
  - 1re de la Western States Endurance Run.
  - 1re de l'Ultra-Trail du Mont-Blanc.

- 2011
  - 1re de la Bear 100 Mile Endurance Run.

- 2014
  - 1re du Marathon des Sables.
  - 5e de la Western States Endurance Run.
  - 11e de l'Ultra-Trail World Tour 2014.

- 2015
  - 10e de la Western States Endurance Run.

- 2016
  - 3e de l'American River 50 Mile Endurance Run.

- 2018
  - 2e de la Hardrock 100.